# Catastrophe de Bhopal
Pour les articles homonymes, voir Bhopal (homonymie).
La catastrophe de Bhopal est un accident chimique qui survient dans la nuit du 2 au 3 décembre 1984 à Bhopal, une ville du centre de l'Inde. Elle est la conséquence de l'explosion d'une usine d'une filiale de la firme américaine Union Carbide produisant des pesticides et qui a dégagé quarante tonnes d'isocyanate de méthyle dans l'atmosphère de la ville.
Considéré comme l'une des pires catastrophes industrielles de l'histoire, cet accident tue officiellement 3 828 personnes, ce bilan ayant été revu en 1989 à 3 598 morts, puis à 7 575 en 1995. Il fit en fait entre 20 000 et 25 000 morts selon les associations de victimes. Il y aurait eu 3 500 morts la première nuit et un grand nombre par la suite : la moitié dans les premières semaines et l'autre moitié de maladies provoquées par l'exposition aux gaz. Dans un article de 2010 du Washington Post consacré aux catastrophes industrielles et notamment la marée noire imputée à BP dans le Golfe du Mexique, le journaliste Paul Farhi évoque un bilan d'« au moins 12 000 personnes » pour la catastrophe de Bhopal. On dénombre par ailleurs 300 000 malades à cause de la catastrophe.
Le président-directeur général de l'époque de l'entreprise, Warren Anderson, est accusé de « mort par négligence » pour cette catastrophe et déclaré fugitif par le chef judiciaire de Bhopal le 1er février 1992 pour ne pas s'être présenté à la Cour lors d'un procès. Décédé le 29 septembre 2014, à Vero Beach en Floride aux États-Unis, il n'a jamais été jugé par la justice indienne.

## Histoire d'Union Carbide en Inde
Les installations en cause dans la catastrophe de Bhopal appartenaient à l'Union Carbide India Limited (UCIL), filiale indienne de la Union Carbide Corporation (UCC), l'un des principaux groupes chimiques américains. Au moment de la catastrophe, l'entreprise est dirigée par Warren Anderson et elle représente 700 installations industrielles et 117 000 employés dans 38 pays. La sécurité de l'usine à Bhopal avait déjà posé des problèmes, signalés en 1982, et supposés réglés depuis.

### L'isocyanate de méthyle
L'un des produits phares d'UCC est le Sevin, inventé en 1957 : un puissant insecticide, obtenu par réaction du phosgène avec de la méthylamine, ce qui produit de l'isocyanate de méthyle (CH3-N=C=O) (ou MIC, en anglais : methyl isocyanate), produit extrêmement toxique et allergène : « l'un des composés les plus dangereux jamais conçus par les apprentis sorciers de la chimie industrielle ». UCC, ayant testé le MIC sur des cobayes en laboratoire, a constaté qu'il attaque gravement l'appareil respiratoire, les yeux et la peau. Ce liquide très dangereux pour tous les êtres vivants doit être confiné à une température inférieure à 0 °C, température au-delà de laquelle il se transforme en un gaz plus lourd que l'air, aussi toxique que le chlore[réf. souhaitée]. UCC, ayant commandé deux études secrètes à l'université Carnegie-Mellon (Pittsburgh) en 1963 et 1970, est informée que le MIC se décompose en molécules très toxiques, dont l'acide cyanhydrique, sous l'effet de chaleur. Le liquide entre en ébullition à 39 °C. Le MIC est connu pour réagir violemment et devenir explosif au contact de l'eau et de la poussière métallique. Une fois le MIC produit, il est mélangé à l'alpha-naphtol et devient le Sevin. L'usine de Bhopal comptait trois réservoirs de MIC, chacun ayant une capacité de 68 000 litres. Les cuves, qui mesurent deux mètres de haut pour treize de longueur, portent les numéros E 610, E 611 et E 619. Elles sont connectées à trois dispositifs de sécurité : le refroidissement au fréon, la tour de décontamination et la torchère pour brûler les effusions de gaz.

### Implantation d'Union Carbide en Inde
Dans les années 1960, l'Inde, dont la population augmente rapidement, vise l'autosuffisance alimentaire via une « révolution verte ». Les végétaux sélectionnés demandent davantage d'engrais et de pesticides, or la production locale ne couvre pas les besoins. Le projet d'UCC de construire une usine de pesticides est donc bien accueilli. UCC implante sa première usine de produits chimiques en Inde sur l'île de Trombay (en) : elle est inaugurée le 14 décembre 1966. Selon ses promoteurs, une production importante peut permettre de sauver près de 10 % de la récolte annuelle[réf. souhaitée].
Une autre usine est construite dans l'État de Madhya Pradesh, au centre du pays. À l'origine, une première usine, de dimensions modestes, est installée à Bhopal, capitale de l'État comptant alors quelque 300 000 habitants, à 600 kilomètres au sud de New Delhi. Cette unité est implantée à Kali Grounds, « l'Esplanade noire », située à 1 kilomètre de la gare et 2 kilomètres et demi du centre, bordée de logements précaires. S'étendant sur deux hectares et demi, elle ne fabrique pas le Sevin : elle récupère le produit fabriqué aux États-Unis pour le formuler sur place. Elle entre en production fin 1968. En 1977, le gouvernement indien exige la construction d'une seconde usine, sous peine de ne pas renouveler la licence d'exploitation de UCCI[réf. souhaitée]. Les dirigeants d'Union Carbide aux États-Unis, éblouis à l'idée d'un marché de trois cents millions d'agriculteurs, déploient un programme ambitieux de construction d'une vaste usine pour produire les composants du Sevin et y stocker d'importantes quantités d'isocyanate de méthyle. Cette usine comporte des unités pour fabriquer de l'alpha-naphtol, de l'oxyde de carbone, du phosgène. La nouvelle usine est installée sur l'Esplanade noire, sur un terrain de 60 hectares.
Cette usine conçue pour produire 5 000 tonnes par an de pesticides se trouve à cinq kilomètres à l'extérieur de la ville, et à un kilomètre de la gare. Elle produit du Temik et le Sevin, essentiellement composés d'isocyanate de méthyle (MIC). Ce produit peut être rapidement neutralisé par une enveloppe de soude qui interdirait toute émanation (Union Carbide corporation n'avait cependant pas jugé utile de faire figurer cela dans les rapports sur la sécurité de l'usine)[réf. souhaitée]. L'usine produit ses premiers litres de MIC début mai 1980 en présence de Warren Anderson, le président d'Union Carbide. Si Carbide finance un centre médical, elle ne forme pas les employés aux dangers spécifiques des accidents gazeux, notamment ceux liés au MIC ; néanmoins, le personnel sur place, notamment le responsable adjoint à la sécurité, cherche à sensibiliser les techniciens aux dangers de l'usine. Si la centrale est équipée d'alarmes intérieures, il n'existe pas de système d'alerte à l'extérieur de l'usine pour avertir la population habitant à proximité. La première année, les ventes de Sevin sont faibles mais elles bondissent en 1981, atteignant 2 704 tonnes.
Attirée par l'eau, l'électricité et les salaires offerts par l'usine, la population afflue autour du site industriel : la population passe de 385 000 habitants en 1971 à 671 000 en 1981, puis à près de 800 000 en 1984. Les plus pauvres s'agglutinent dans le bidonville de Khasi Camp situé entre la ville et l'usine. Isolée qu'elle était, l'usine se retrouve englobée dans une ville dense dont les maisons ou abris les plus proches s'accrochent aux grillages d'enceinte, sans schéma d'urbanisation ni possibilité d'appliquer un système de gestion du risque industriel aux zones périphériques. L'usine n'a jamais fonctionné à pleine capacité, signalant des incidents et accidents graves dès l'année de sa construction (1978)[réf. souhaitée], suivis notamment d'un immense incendie en 1978 et de cinq importantes fuites de gaz en 1981 et 1983 soldés par un mort, quarante-sept blessés et plus de 670 000 dollars de dommages[réf. nécessaire]. Tout cela est passé sous silence grâce aux bonnes relations locales de UCIL : « Il est vrai que les politiciens locaux ne pouvaient rien refuser à l'Union Carbide (India) qui leur offrait prébendes, sinécures et réceptions somptueuses ». Le gouvernement indien prolonge de sept ans l'autorisation de fabrication du Sevin malgré les avertissements de la presse et de membres de l'opposition du parlement de l'État[réf. souhaitée].

### Mesures d'économie
À partir de 1982, l'usine devient largement déficitaire à cause de la mévente de ses produits. Malgré les campagnes de communication, les agriculteurs achètent moins de Sevin qu'UCC ne l'escomptait. Ce phénomène s'amplifie en 1983 : une grave crise économique frappe l'Inde en raison de la sécheresse et les ventes de Sevin représentent 2 308 tonnes. L'usine ne parvient pas à produire de l'alpha-naphtol de bonne qualité et doit en importer, ce qui entraîne d'importantes pertes financières.
En décembre 1982, le directeur de l'usine, Warren Woomer, quitte ses fonctions ; sa carrière l'avait amené à gérer pendant longtemps des produits chimiques toxiques. Il est remplacé par Jagannathan Mukund. Les dirigeants d'Union Carbide India lui envoient aussitôt un directeur financier, D. N. Chakravarty, chargé de réduire les pertes de l'usine. Or, ce dernier a fait toute sa carrière dans les piles électriques, n'ayant guère d'expérience avec les processus hautement risqués de la fabrication du Sevin. Pour rééquilibrer ses comptes, la filiale indienne UCIL décide alors de réduire les frais d'exploitation et, pour ce faire, licencie progressivement une partie de son personnel qualifié, dont certains membres sont remplacés par des employés moins bien formés : c'est ainsi que Chakravarty et Mukund, sur ordre de la direction centrale, mettent à pied plus de 200 techniciens et ouvriers spécialisés. L'effectif de l'usine passe d'environ mille employés à 642. Les personnes de l'unité chargée du MIC se réduisent de moitié, un seul agent est préposé à la salle de contrôle ; des ouvriers spécialisés sur un domaine particulier se trouvent assignés à des tâches qu'ils maîtrisent peu, tandis que du personnel qualifié est remplacé par des manœuvres. Les manuels d'instructions, écrits en anglais, ne sont pas compréhensibles par les employés ne connaissant que l'hindi. Certaines opérations de maintenance et d'entretien sont espacées voire supprimées, des installations sont remplacées par des structures moins onéreuses mais offrant une mauvaise sécurité, le personnel manque d'objets d'entretien courants (vannes, rivets, etc.), les fuites tardent à être colmatées. En mai 1982, une équipe américaine d'UCC (avec à sa tête l'ingénieur J. M. Poulson) mène un audit et relève une « centaine d'entorses aux règles de fonctionnement et de sécurité », autant sur l'équipement manquant, mal agencé et mal entretenu que sur le personnel, insuffisamment formé et manquant de rigueur. Le directeur de l'usine, Mukund, leur répond cinq mois plus tard et annonce que les réparations auront lieu sous plusieurs mois, alors qu'il s'agit de dysfonctionnements importants, y compris dans les unités fabriquant le MIC et le phosgène. D. N. Chakravarty quitte l'usine de Bhopal en juin 1983 après avoir imposé des économies drastiques. UCC, la maison mère, constate que l'usine perd des millions de dollars et que la perspective des ventes pour le Sevin sont très médiocres. Ces résultats conduisent les directeurs à planifier le démantèlement de l'usine de Bhopal pour en réutiliser les équipements dans des unités au Brésil et en Indonésie. Le gouvernement indien refuse la fermeture car cela constituerait un très mauvais exemple pour d'autres investisseurs étrangers potentiels[réf. souhaitée].
En 1984, après de multiples fermetures temporaires, deux des dix défaillances signalées en 1982 ne sont toujours pas corrigées[réf. nécessaire].

### Automne - hiver 1984
À l'automne 1984, Mukund fait désactiver les principaux systèmes de sécurité, estimant qu'ils sont superflus dans une usine à l'arrêt : la réfrigération au fréon, ainsi que les équipements servant de barrage en cas de fuite (la tour de décontamination à la soude caustique et la torchère). Le 26 octobre 1984, l'usine cesse la production de Sevin. À partir de cette date, personne n'analyse le contenu des trois cuves d'isocyanate de méthyle. La cuve E 610 montre une série de défaillances : elle n'aurait pas dû être remplie à plus de 50 % car, en cas d'instabilité du MIC, il doit rester possible d'injecter un produit pour enrayer le processus. Le 30 novembre et le 1er décembre, des opérateurs ont cherché à mettre le contenu de la cuve sous pression en y injectant de l'azote gazeux, sans succès. Cette manœuvre de routine, qui a échoué, devait permettre le transfert d'une partie de la cuve E 610. La cuve n'étant pas sous pression, n'importe quel contaminant peut s'y introduire. Plusieurs jours avant la tragédie, un ingénieur constate que la salle de contrôle ne peut plus afficher la température de la cuve E 610.

### Soir du 2 décembre 1984

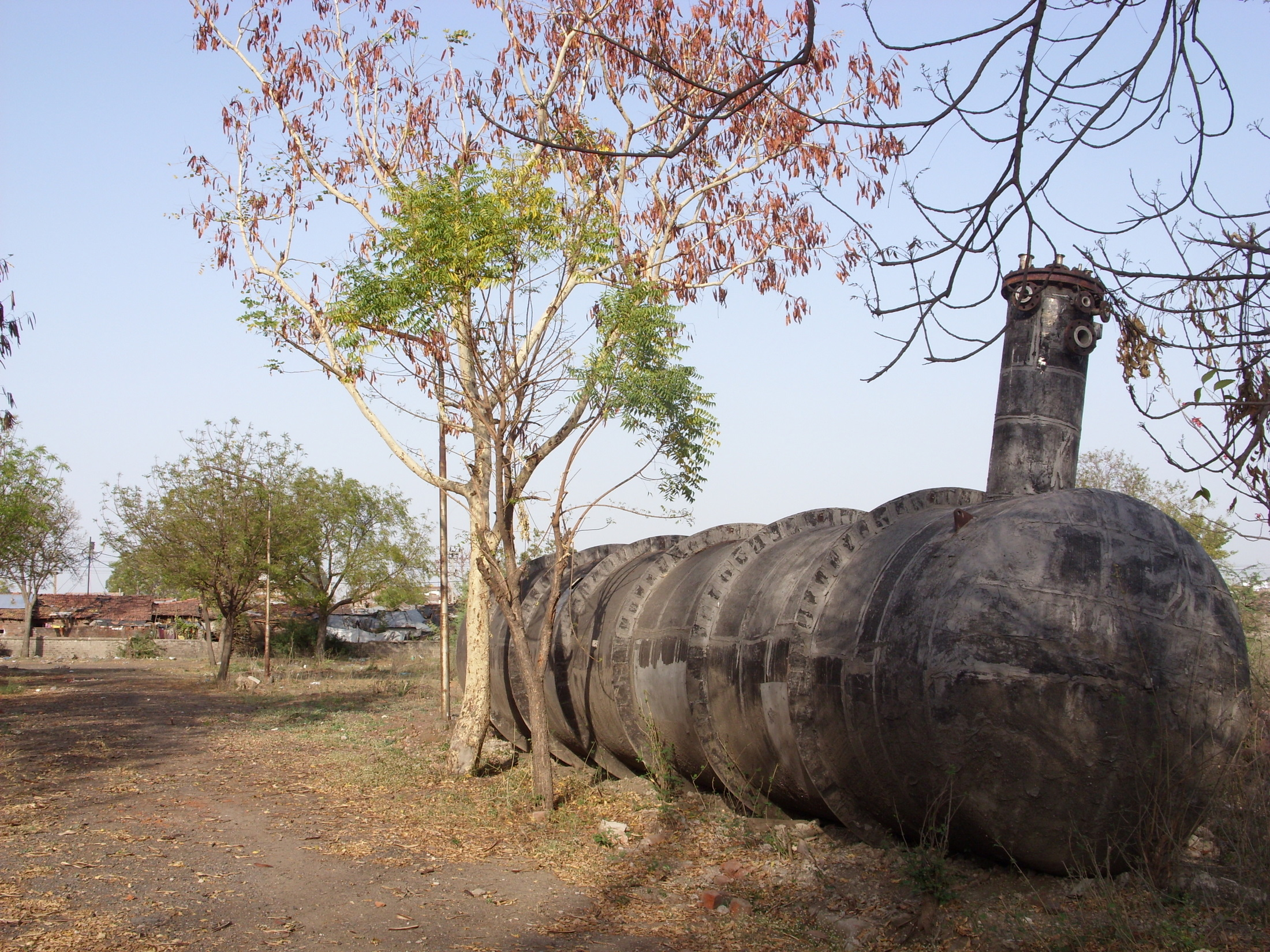
La cuve 610 en 2010. Lors des opérations de décontamination, elle a été démantelée et laissée de côté.

Au soir du 2 décembre 1984, le réservoir E 610 contient 42 tonnes d'isocyanate de méthyle (abrégé MIC), E 611 20 tonnes et E 619 1 tonne. Aucun des dispositifs de sécurité n'est opérationnel et la température ambiante s'élève à environ 20 °C. Or, le produit n'est pas inerte et peut violemment réagir, en particulier au contact de l'eau ou de poussières métalliques. Le soir du drame, cent vingt ouvriers se trouvent sur le site. Un opérateur est chargé de rincer avec de l'eau sous pression les conduites amenant le MIC liquide aux cuves de stockage. Son supérieur hiérarchique ne connaît pratiquement rien au MIC et au phosgène et néglige une précaution essentielle : s'assurer que ces conduites sont préalablement isolées des tuyaux menant aux cuves de MIC, grâce à un système de vannes et d'obturateurs insérés entre les segments afin d'interdire tout reflux d'eau. L'opérateur n'est pas informé de cette précaution. Il commence l'opération à 20 h 30 et constate que l'eau ne ressort pas par les robinets-purgeurs comme elle devrait le faire. Il avertit son supérieur, qui lui enjoint de nettoyer les robinets-purgeurs, d'insister davantage et de laisser fonctionner la pompe après son départ à 23 h. Plusieurs centaines de litres sont ainsi injectés dans le circuit. Aucun des deux hommes ne s'inquiète du trajet emprunté par l'eau alors que les robinets étaient bouchés. À 23 h, une nouvelle équipe prend la relève dans la salle de contrôle de l'usine. L'ingénieur contrôlant les indicateurs constate que la pression de la cuve E 610, à 20 h, correspondait à deux livre-force par pouce carré, ce qui est normal ; il observe néanmoins que la pression n'a pas été vérifiée depuis trois heures.
L'eau envoyée par les pompes dans les circuits, ne pouvant s'évacuer par les robinets bouchés, a reflué vers la cuve E 610, entraînant avec elle des impuretés et notamment des débris métalliques. Les 42 tonnes du réservoir E 610 réagissent violemment. Les employés de la salle de contrôle ressentent des picotements aux yeux ; ils se rendent dans la salle de rinçage et constatent une fuite de MIC à travers un purgeur à huit mètres du sol tandis que de l'eau sous pression est toujours injectée. Vers minuit, le chef de quart de la salle de contrôle avertit les autres opérateurs que la cuve affiche brutalement une pression de trente livre-forces par pouce carré. La pression bondit et atteint 55 livre-forces par pouce carré. Les employés se rendent auprès de la cuve, qui tremble sous la réaction de l'isocyanate de méthyle. Le liquide, porté à ébullition, est devenu gazeux et emprunte les circuits de sécurité prévus dans ce cas, par la tour de décontamination (qui n'assure plus son rôle car désactivée en 1984). Or, aucune des sécurités ne fonctionne. Un premier nuage se diffuse à l'extérieur. Les employés ferment les vannes d'eau et perçoivent l'odeur du MIC, du phosgène et de la monométhylamine. Le robinet où la première fuite a été repérée dégage une importante quantité de gaz et l'alarme est donnée dans toute l'usine. Les employés parviennent à isoler la cuve E 611 (qui contient 20 tonnes) afin d'éviter qu'elle ne s'emballe à son tour. Le réservoir 610, sous les secousses du gaz, brise son enceinte de béton et diffuse de nouveau le gaz. Le superviseur de l'équipe alerte les pompiers en espérant noyer le geyser de MIC qui s'échappe de la tour de décontamination. Les pompiers arrivent en moins de cinq minutes mais le jet de leurs lances est trop court et n'atteint pas le sommet de la tour de décontamination. L'usine reçoit l'ordre d'évacuation générale tandis que les deux fuites massives forment un nuage qui, poussé par le vent, se dirige en direction des habitations de fortune massées près de l'usine. Le nuage, qui atteint environ cent mètres d'envergure, se compose principalement de MIC (plus dense que l'air, donc se déplaçant près du sol) ainsi que d'autres gaz échappés : phosgène, acide cyanhydrique, monoéthylamine, dont les densités et les altitudes sont variées et qui se déplacent par plaques. À 1 h 30, aveuglée dans ce brouillard toxique, la foule des bidonvilles voisins connaît un vaste mouvement de panique : des habitants cherchent à évacuer, sans coordination, et ne tardent pas à suffoquer sous l'effet des gaz. Ces déplacements précipités, en causant l'accélération de la cadence respiratoire, aggravent le nombre de victimes. D'autres deviennent aveuglés par les substances. À mesure que progresse le nuage, la panique gagne aussi d'autres quartiers, comme la Railway Colony et la gare ferroviaire.
Union Carbide n'avait jamais communiqué aux habitants ni au personnel médical de Bhopal la nature des produits traités dans l'usine, ni les remèdes possibles, notamment en ce qui concerne l'acide cyanhydrique. La nuit même de la catastrophe, la société refuse d'indiquer la composition du nuage et le directeur de l'usine, Munkund, se montre évasif face aux questions des médecins, tout comme le médecin de Carbide à Bhopal. (Même dans les années suivantes, les employés de Carbide n'ont pas indiqué la composition du nuage toxique). L'hôpital Hamidia est rapidement saturé face à l'afflux des blessés. Il devient urgent d'organiser des funérailles en masse et d'identifier les corps.

### Jours suivant la catastrophe
Warren Anderson, le président-directeur général de Carbide, se rend en Inde le 6 décembre 1984 ; après s'être entretenu avec Keshub Mahindra, président d'Union Carbide India Limited, et V. P. Gokhale, son directeur général, il se rend le lendemain à Bhopal. Il est aussitôt mis en état d'arrestation. Libéré sous caution, il est immédiatement expulsé. En même temps, UCC dépêche sur place des ingénieurs pour enquêter, dont l'ancien directeur de l'usine, Warren Woomer. Celui-ci constate l'état de délabrement des installations et veut prévenir un nouvel accident avec les deux cuves restantes, qui contiennent 21 tonnes de MIC. Après concertation, il est décidé de vider les cuves en fabriquant du Sevin. À cette annonce, la population de Bhopal est évacuée ou prend la fuite. L'usine est remise en marche et, le 16 décembre, le MIC des cuves devient du Sevin, opération qui prend 3 jours et 3 nuits. Ce transfert, baptisé « opération foi », cause le départ précipité de 200 000 personnes paniquées à l'idée d'une nouvelle catastrophe.
En mars 1985, le vice-président de la division agricole de Carbide India annonce, lors d'une conférence de presse, que la tragédie est imputable au sabotage d'un employé cherchant à se venger. Cette thèse, qui s'appuie sur le rapport des ingénieurs dirigés par Woomer, pointe le maquillage des livres de bord le soir du 2 décembre ; le rapport ne précise pas que les systèmes de sécurité étaient inopérants. Néanmoins, la dénonciation de ce sabotage n'a jamais convaincu.

### Fermeture de l'usine et conséquences
Le bilan immédiat de l'explosion s'élève, selon Encyclopædia Universalis, à 323 morts et 260 000 blessés et le total des décès s'élève à 6 495 victimes, néanmoins un nombre plus élevé est probable. D'autres rapports comptabilisent des chiffres différents : les autorités annoncent 1 744 décès tandis que des organisations non gouvernementales estiment les décès à 8 000 personnes pour les trois journées des 3, 4 et 5 décembre. Encyclopædia Britannica estime que les victimes de l'accident représentent entre 15 000 et 20 000 décès et 500 000 personnes atteintes de séquelles physiques. Le Monde dans son édition du 3 décembre 1985, estime le bilan direct à 2 500 décès et 14 000 blessés graves.
En janvier 1985, Carbide entreprend le démantèlement et la décontamination du site, opération qui dure 1 an, puis abandonne les lieux.
En janvier 1989, Carbide verse 470 millions de dollars à titre d'indemnités, à condition que le gouvernement indien s'engage à renoncer aux poursuites contre Anderson et contre la société. Les autorités acceptent la transaction. Cinq ans plus tard, les victimes n'ont encore rien reçu de ce montant administré par la Cour suprême. En août 1999, la société Union Carbide disparaît : elle est rachetée par Dow Chemical.
Les opérations de nettoyage menées par l'entreprise et par le gouvernement indien sont incomplètes : au début du XXIe siècle, le site contient quelque 400 tonnes de déchets industriels. La pollution des sols et de l'eau entraîne un nombre élevé d'affections chroniques ainsi que des anomalies chez les nouveau-nés dans le secteur. Des manifestations sont régulièrement organisées pour protester contre la situation des victimes.

## La catastrophe de l'usine de Bhopal

### Chronologie des incidents antérieurs
- 1978 : grand incendie dans l'usine[23].
- Décembre 1981 : Mohammed Ashraf, responsable d'une unité de fabrication de phosgène, décède en raison d'une fuite de ce gaz[57]. Après cet accident, deux responsables syndicaux tentent, en vain, d'attirer l'attention sur les problèmes de sécurité[58] tandis qu'un journaliste indépendant local, Rajkumar Keswani, publie à partir de septembre 1982 une série d'articles dans le Rapat Weekly pour alerter la population sur les dangers qui entourent l'usine[59].
- Janvier 1982 : une fuite tue 15 ouvriers[13].
- 10 février 1982 : intoxication au phosgène de 25 ouvriers[60].
- Août 1982 : fuite, pas de victime[13].
- 5 octobre 1982 : fuite de MIC, dégagement d'un important nuage toxique[61].

### Premier incident du réservoir 610
Le premier incident significatif a lieu le 21 octobre 1984, vers 22h : les opérateurs échouent dans leur tentative d'accroître la pression dans le réservoir 610 pour en extraire le MIC qui y est stocké.

### Nuit du dimanche 2 au lundi 3 décembre 1984

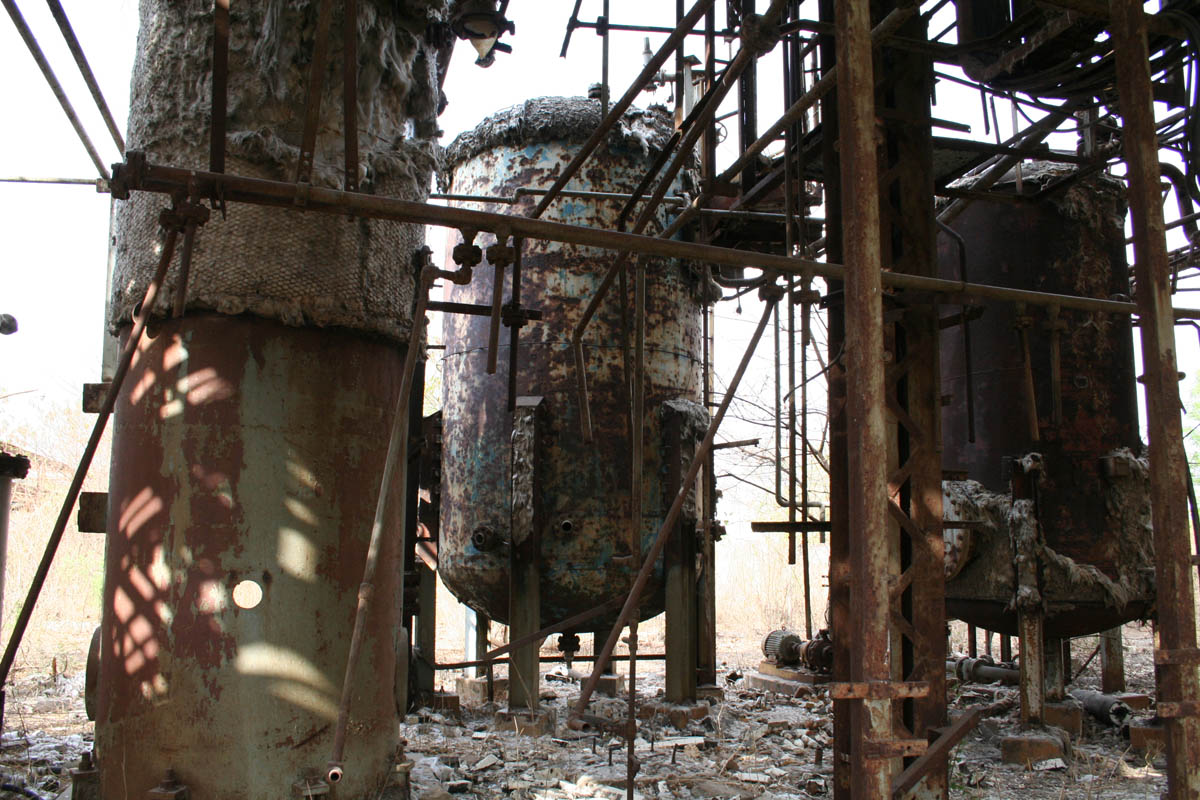
Le site de l'usine de Bhopal en 2008 : les ruines ne sont toujours pas démolies.

L'usine est alors partiellement fermée et tourne au ralenti avec des effectifs encore plus réduits que de coutume.
- 21 h 15 : Un opérateur de MIC et son contremaître procèdent au lavage d'un tuyau à grande eau. Ce tuyau communique avec le silo 610 ; il semble que la vanne soit restée ouverte, contrairement aux consignes de sécurité. L'eau va donc couler pendant plus de trois heures et environ mille litres d'eau vont se déverser dans le réservoir.
- 22 h 20 : Le réservoir 610 est rempli de MIC à 70 % de sa capacité (il contient exactement 11 290 gallons, soit environ 42 740 litres. On y mesure une pression intérieure de 2 psi (1 psi = 0,068 94 bar), valeur considérée comme normale (la pression admissible est comprise entre 2 et 25 psi.)
- 22 h 45 : La nouvelle équipe de nuit prend la relève.
- 23 h 00 : Un contrôleur note que la pression du réservoir 610 est de 10 psi, soit cinq fois plus qu'à peine une heure auparavant. Habitué aux dysfonctionnements d'appareils de contrôle, il n'en tient pas compte. Des employés ressentent des picotements des yeux et signalent aussi une petite fuite de MIC près de ce réservoir. De tels faits étant fréquents dans l'usine, on n'y prête pas d'attention particulière.
- 23 h 30 : La fuite est localisée et le contrôleur est prévenu. Celui-ci décide qu'il s'en occupera à minuit et quart, après sa pause.
- 00 h 15 : La pression intérieure du réservoir 610 dépasse la limite admissible : elle atteint 30 psi et semble continuer à augmenter.
- 00 h 30 : La pression atteint 55 psi. Le contrôleur, bravant les instructions reçues de ne pas déranger inutilement son chef de service, se décide enfin à lui téléphoner pour le prévenir. Il sort ensuite pour aller observer l'état du réservoir, qui tremble et dégage de la chaleur. Le couvercle en béton du réservoir se fend, puis la valve de sécurité se rompt, laissant échapper un nuage mortel.
- 01 h 00 : Le chef de service arrive, constate rapidement les fuites de gaz toxiques du réservoir 610 et fait sonner l'alarme.
- 02 h 30 : On réussit à fermer la valve de sécurité du silo 610.
- 03 h 00 : Le directeur de l'usine arrive et donne l'ordre de prévenir la police, ce qui n'avait pas été fait jusqu'alors, car la politique officieuse de l'usine était de ne jamais impliquer les autorités locales dans les petits problèmes de fonctionnement. Carbide observait la même politique aux États-Unis.

Un nuage toxique se répand sur une étendue de vingt-cinq kilomètres carrés. La majeure partie de la population dort ou ne réagit pas au signal d'alarme. Les ouvriers de l'usine, conscients du danger, s'enfuient sans utiliser les quatre autobus garés dans la cour. Il est difficile de prévenir les autorités car les lignes téléphoniques de l'usine fonctionnent mal.
La panique s'étend à toute la ville et, dans la plus totale incompréhension, des centaines de milliers de personnes sont prises au piège, errant dans les ruelles étroites du bidonville, cherchant des secours qui tarderont à se mettre en place. Le gaz attaque d'abord les yeux, entraînant une cécité, provisoire dans les cas favorables, avant de s'engouffrer dans les poumons pour provoquer de graves insuffisances respiratoires. Les trois cent cinquante médecins de la ville qui peu à peu se mobilisent perdent du temps à comprendre ce qui se passe car aucun d'entre eux n'a été informé sur la nature exacte du MIC et des dangers qu'il présente.

### Bilan humain
Le bilan immédiat de l'explosion s'élève, selon Encyclopædia Universalis, à 323 morts et 260 000 blessés et le total des décès s'élève à 6 495 victimes, néanmoins un nombre plus élevé est probable.
Le gouvernement du Madhya Pradesh a établi le détail du bilan humain :
- 3 828 morts (identifiés) ;
- 40 incapacités totales définitives ;
- 2 680 incapacités partielles définitives ;
- 1 313 incapacités partielles temporaires avec invalidité définitive ;
- 7 172 incapacités partielles temporaires avec invalidité temporaire ;
- 18 922 invalidités définitives sans incapacité ;
- 173 382 invalidités temporaires sans incapacité ;
- 155 203 blessures temporaires sans invalidité.

Soit, au total, 362 540 victimes à des degrés divers. Ne seront déposées que 80 000 demandes d'indemnisation auprès des autorités indiennes.
Le 4 décembre, Warren Anderson, président directeur général d'Union Carbide, part inspecter les lieux avec une équipe d'experts pour essayer de faire la lumière sur le drame. Il est arrêté et emprisonné puis finalement expulsé. Ce n'est que le 20 décembre que les autorités laisseront venir la commission d'enquête sur les lieux. Le 6 décembre, l'usine est fermée et son démantèlement commence. Autour du 13 décembre, les habitants de la ville ont commencé à fuir en masse, bien souvent sans destination précise, car il a fallu remettre en marche l'usine afin de détruire les stocks de gaz restants.

## Bataille boursière
Dès le mois de décembre 1984, le cours de l'action UCC à Wall Street chute de 52 $ à 32 $ et l'entreprise voit sa cote de crédit tomber. Cela implique un surenchérissement des emprunts qu'elle contracte et, donc, un accroissement de ses charges financières qui vient affaiblir ses résultats. L'entreprise s'en trouve d'autant plus fragilisée que, globalement, ses résultats des années antérieures se situaient déjà au-dessous de la moyenne de ceux de l'industrie.
Au cours de l'été 1985, la rumeur d'une future offre publique d'achat (OPA) se répand. Il s'agit d'une tentative de rachat d'un nombre suffisant d'actions d'UCC pour modifier le rapport de force interne et prendre ainsi la majorité des voix au conseil d'administration au cours d'une assemblée générale extraordinaire. La demande accrue d'actions d'UCC fait rapidement remonter le cours, le doublant presque puisqu'il atteint 60 $.
Le 14 août 1985, un concurrent américain, GAF Corporation, annonce qu'il détient 5,6 % des actions d'UCC. Le 28 août, le conseil d'administration d'UCC annonce une série de mesures pour se protéger de cette attaque. Les principales concernent des changements importants parmi le personnel dirigeant, des fermetures d'usines non rentables et la mise à pied d'environ 4 000 personnes pour les seuls États-Unis, afin de réduire les coûts d'exploitation. GAF corporation rachète les actions en circulation, ce qui fait encore monter les cours. Mais, dans le même temps, UCC procède elle aussi au rachat du plus grand nombre possible de ses propres actions. De ce fait, le cours des actions continue à monter. Malgré cela, le 30 août 1985, GAF Corporation contrôle déjà 10 % des actions et continue son attaque. Enfin, le 9 décembre 1985, GAF Corporation fait une offre d'achat à 4,3 milliards de dollars, soit une offre de 68 $ par action. Le 15 décembre, UCC fait une contre-offre et force GAF à offrir 74 $ par action le 26 décembre, puis 78 $ par action le 2 janvier 1986, ce qui représenterait 600 millions de dollars de plus qu'un mois auparavant.
Mais, ce même 2 janvier 1986, UCC annonce un plan complet de restructuration entraînant de profonds changements. Ce plan comprend :
- la vente de la division des produits de grande consommation (Eveready, Prestone, Glad, etc.), de loin la plus rentable du groupe, pour un montant de 2,2 milliards de dollars ;
- une nouvelle offre de rachat d'actions pour 500 millions de dollars ;
- de nouvelles fermetures d'usines et des réductions d'effectif ;
- la création d'un programme d'aide à l'environnement ayant un budget de 100 millions de dollars ;
- la vente ou la réévaluation d'actifs divers (90 millions pour les stocks, 675 millions sur les actifs immobilisés, 100 millions de frais de fermetures d'usines) ;
- la vente d'actifs non stratégiques pour un montant de 500 millions.

Face à cette avalanche de mesures, le 9 janvier 1986, GAF Corporation retire son offre et revend ses actions à UCC. GAF réalise un bénéfice de plus de 90 millions de dollars.

## Bataille juridique

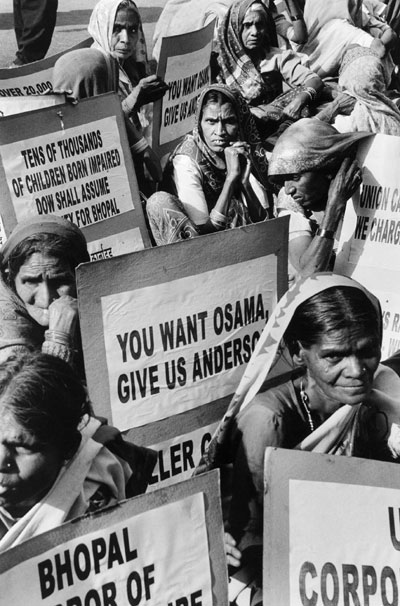
Victimes de la catastrophe de Bhopal demandant l'extradition de Warren Anderson des États-Unis.

Le drame de Bhopal donne lieu à deux procédures distinctes :
- l'État du Madhya Pradesh contre l'UCIL, l'UCC et le gouvernement indien ;
- le gouvernement indien contre l'UCIL, l'UCC et le gouvernement des États-Unis.

La première étape consiste à choisir la cour compétente, chaque partie souhaitant être jugée dans le pays de l'autre, pour des raisons de jurisprudences[réf. nécessaire]. Le 12 mai 1986, le juge Keenan décide que l'affaire ne peut pas être jugée aux États-Unis.
Le 8 août 1986, dans une interview accordée au quotidien londonien Times[réf. nécessaire], UCC annonce quelle sera sa ligne de défense : le MIC réagit violemment au contact avec l'eau, ce qu'aucun employé ne devrait ignorer, UCC va donc arguer d'un sabotage.
De son côté, le gouvernement indien a adopté une ligne dure vis-à-vis de la partie adverse, refusant systématiquement toutes les offres d'aide, de dons ou de coopération[réf. nécessaire], et se préparant à démontrer la responsabilité directe d'UCC dans l'affaire. Il demande une indemnité de quinze milliards de dollars en compensation et pour dommages exemplaires — c'est pourquoi il demande que le cas soit jugé aux États-Unis, qui ont une jurisprudence plus abondante et l'habitude d'accorder aux victimes des dommages-intérêts élevés. Il fait donc appel de la décision du juge Keenan déclarant les juridictions américaines incompétentes.
Le 17 novembre 1986, UCC publie des comptes-rendus d'enquête soulignant le fait que l'introduction délibérée de grandes quantités d'eau dans le réservoir 610 a provoqué le désastre. Le 21 novembre, un représentant d'UCC annonce que le nom de l'employé indien coupable de ce geste sera divulgué à la cour en temps opportun. Le gouvernement indien est débouté le 14 janvier 1987 par la seconde chambre de la cour d'appel de Manhattan. Elle précise dans son jugement qu'UCC n'est pas directement impliquée ; elle confirme que sa filiale indienne UCIL est une entité légale indépendante et séparée d'UCC, arguant du fait qu'elle n'est dirigée que par des citoyens indiens et n'emploie que des nationaux[réf. nécessaire].
Pendant qu'UCC continue à accumuler des preuves et des présomptions, et proteste contre l'impossibilité d'accéder à un témoin clé, S. Sunderajan, la procédure se met en place à Bhopal. Le 17 décembre 1987, UCC dénonce le fait que la Cour du District de Bhopal veuille lui faire payer un montant provisoire de 270 millions de dollars avant même les audiences. Le 18 janvier 1988, les Américains en appellent à la Haute Cour de l'État de Madhya Pradesh pour faire annuler cette ordonnance. Le 4 avril, le juge Sethy confirme les provisions pour dommages imposées par la Cour de Bhopal mais ramène le montant à 192 millions[réf. nécessaire].
Le 10 mai 1988 est publiée l'étude du cabinet Arthur D. Little qui confirme la thèse du sabotage. Le 3 juin, les Américains font appel auprès de la Haute Cour Fédérale Indienne du jugement de la Haute Cour de l'État de Madhya Pradesh du 4 avril.
Le 8 septembre 1988, la Haute Cour Fédérale Indienne donne raison aux Américains. Le 14 octobre, le juge Deo, de la Cour de District de Bhopal est dessaisi de l'affaire au profit d'un autre juge plus confirmé. Le drame remonte alors à près de quatre ans. Les victimes continuent à attendre.
C'est finalement le 14 février 1989 que la Cour Suprême indienne rend son verdict : la partie américaine est condamnée à verser un total de 470 millions se répartissant en 50 millions pour UCIL (payés pour leur contre-valeur en roupies), et 415 millions pour UCC (les 5 millions manquants correspondent à la somme que la cour fédérale américaine avait immédiatement obligé UCC à payer pour les premiers secours aux victimes). Le 24 février, les deux compagnies condamnées annoncent que les sommes demandées ont été versées.
La décision de la Cour Suprême provoque de nombreux remous[réf. nécessaire]. En effet, en plus du délai supérieur à quatre ans qui a été nécessaire pour aboutir à une conclusion, beaucoup de personnes trouvent le montant de la condamnation assez faible[réf. nécessaire]. L'ampleur des réactions est telle, dans le monde, que le 4 mai 1989, la Cour Suprême indienne, dans un long plaidoyer[réf. nécessaire], défend son jugement en insistant sur le fait que, par rapport aux usages indiens, les sommes requises sont extrêmement élevées. Ce plaidoyer sera largement utilisé par UCC qui tente de se refaire une image, au moins en Inde, en montrant à quel point elle a été punie[réf. nécessaire].
La somme de 470 millions de dollars (équivalant à 1,3 milliard de dollars en 2017) que Union Carbide a été condamnée à payer pour une catastrophe qui a fait 3 828 morts (identifiés) est à mettre en regard avec la facture de 42,4 milliards de dollars dont BP a dû s’acquitter pour l’explosion de la plateforme Deepwater Horizon au large des côtes américaines, qui a fait onze victimes appartenant toutes au personnel de la plateforme. Sur le plan des conséquences environnementales et à long terme, la catastrophe de Bhopal est l’une des pires catastrophes industrielles recensées. À Bhopal, les malformations sont sept fois plus nombreuses que dans le reste du pays et la mortalité infantile a augmenté de 300 % depuis l'accident. Une étude de Greenpeace a mis en évidence, en 1999, que les taux de mercure présents à Bhopal sont jusqu'à six millions de fois supérieurs aux normes,.

## Conséquences

Bhopal People's Health and Documentation Clinic.

Dans la semaine qui suit la catastrophe, puis à nouveau en février et mai 1985, UCC envoie à Bhopal des médecins, dont certains sont des sommités internationales en pneumologie et ophtalmologie, ainsi que du matériel médical. Le 10 décembre 1984, UCC offre un million de dollars au fonds d'intervention du Premier ministre indien[réf. nécessaire]. Pendant le premier semestre 1985, les employés américains d'UCC, tout comme les retraités ou des anciens de la compagnie collectent et envoient 120 000 dollars aux différentes organisations de secours à Bhopal[réf. nécessaire]. Au fur et à mesure de la prise de conscience de l'ampleur des dégâts, UCC renforce ces mesures. Le 18 avril 1985, elle offre cinq millions de dollars au titre de l'aide humanitaire. Ces fonds sont refusés par le gouvernement indien et ils seront ultérieurement versés à la Croix-Rouge américaine au titre de Bhopal. À ce jour, il semble que deux millions seulement aient été utilisés par la Croix-Rouge indienne[réf. nécessaire]. En avril 1985 et janvier 1986, UCC fait un prêt de 2,2 millions de dollars à l'université d'État de l'Arizona pour mettre sur pied un Centre technique et de formation pour Bhopal. En mai 1986, UCC donne encore un million à une organisation non gouvernementale (ONG) suisse, « Sentinelles », pour des programmes de formation médicale à Bhopal[réf. nécessaire].
En janvier 1986, UCC et UCIL offrent de financer la construction d'un hôpital destiné au traitement des victimes de Bhopal. Cette offre sera retenue en octobre 1991 par la Cour Suprême indienne qui demandera aux deux compagnies de verser environ 50 millions de roupies dans ce but (soit un peu plus de 100 millions de francs français). Quelques jours plus tard les deux compagnies confirmeront leur accord pour cette contribution qui n'avait toujours pas été acceptée par les autorités indiennes fin 1992[réf. nécessaire].
Lors d'une allocution présentée au forum économique de Davos, le 5 février 1991, le nouveau président d'UCC, Robert Kennedy, affirmait : « Care for the planet has become a critical business issue - central to our jobs as senior managers » (Se préoccuper de notre planète est devenu un enjeu essentiel pour les entreprises - fondamental pour notre responsabilité de dirigeants).
En plus de l'engagement formel du président en faveur du respect de l'environnement et les problèmes de sécurité, UCC a créé un comité « santé, sécurité. environnement » composé de personnes externes ; un vice-président exécutif (soit l'équivalent d'un directeur général adjoint dans une multinationale française) est désormais chargé spécifiquement des problèmes d'environnement. Les performances d'UCC en matière de lutte contre la pollution, de sécurité et de respect de l'environnement, font l'objet partout dans le monde d'audits réguliers réalisés par des firmes spécialisées indépendantes et crédibles. L'entreprise a également défini un plan stratégique environnemental ayant des objectifs précis et contrôlables[réf. nécessaire].
En ce qui concerne la sécurité des installations, les procédures écrites ont été réécrites pour les rendre vraiment opérationnelles[réf. nécessaire]. On est ainsi passé de plus d'un mètre d'épaisseur de documents à 1,5 cm[réf. nécessaire]. À cela s'ajoutent de nombreux programmes de sensibilisation et de responsabilisation du personnel, une révision de tous les processus de production, de transport, d'utilisation et d'élimination des produits dangereux.
UCIG, filiale produisant des gaz industriels, a réduit de 97 % ses émissions toxiques entre 1987 et 1990. UCC&P, filiale produisant les produits chimiques et plastiques, a réduit ses rejets de substances cancérigènes de 50 % et de substances potentiellement cancérigènes de 90 % pendant la même période[réf. nécessaire].

## Pollution industrielle
Du temps de l'activité de l'usine, des déchets avaient été enfouis dans le sol, sans protection[réf. nécessaire]. Aujourd'hui encore (fin 2003), ces déchets se répandent dans les nappes phréatiques, empoisonnant l'eau puisée par les habitants aux alentours[réf. nécessaire]. Environ trente personnes meurent chaque mois de cette toxicité, mais rien n'est fait pour nettoyer l'usine, où les déchets traînent à ciel ouvert, et que les enfants des bidonvilles utilisent comme terrain de jeu[réf. nécessaire].

## Poursuites
Warren Anderson, le PDG de l'usine est recherché par les autorités indiennes pour avoir négligé trente problèmes de sécurité majeurs dans cette usine, alors que des problèmes analogues avaient été réparés dans une usine située aux États-Unis. Le mauvais entretien de l'usine est la cause de cette explosion.

La compagnie Union Carbide fut ensuite rachetée par Dow Chemical qui laissa le site à l'abandon[réf. nécessaire].
Des compensations furent accordées à quelques familles pour éviter des plaintes, et la majorité des survivants continuent de vivre aux abords d'un site toujours toxique. Union Carbide a versé 470 000 000 $ mais continue de nier sa responsabilité. Chaque victime a reçu environ 500 $ (600 $ d'après une émission française en 2012 ; ou encore 25 000 roupies correspondant à 715 euros,).

## Réaction de la population
Chaque année, au mois de décembre, des milliers d'habitants de Bhopal victimes de la catastrophe manifestent au cours d'un lugubre carnaval. Des cris de colère fusent et l'on détruit par le feu des mannequins représentant les responsables de la firme américaine Union Carbide.

## Médiatisation par des activistes en 2004-2005
En 2004, pour les 20 ans de la catastrophe, les Yes Men, attirèrent l'attention internationale sur la catastrophe et ses conséquences, en contraignant la compagnie Dow Chemical à démentir la fausse annonce de son intention de réparer les dommages de la catastrophe : se présentant comme porte-parole de Dow Chemical, ils annonçèrent à la télévision que Dow a prévu de vendre Union Carbide et d'utiliser les 12 milliards de dollars produits par cette vente pour fournir des soins médicaux aux victimes, nettoyer le site et financer des recherches sur les dangers des autres produits de la compagnie. En 23 minutes, la valeur en bourse de Dow chute de deux milliards de dollars. Cette fausse information est largement répercutée dans les médias pendant deux heures avant d'être démentie par Dow dans un communiqué de presse, ce qui provoque une couverture médiatique encore plus importante. Les Yes Men firent par la suite d'autres actions visant l'entreprise.

## Dans la culture populaire

### Livres de fiction
- Il était minuit cinq à Bhopal de Dominique Lapierre. Ce roman raconte l'horreur de cette nuit-là avec différents personnages non réels.
- Dans Lona et les Oubliés de l'Inde, un roman fantastique pour la jeunesse publié en 2008, la petite héroïne part en Inde à la découverte de ses origines et se fait enrôler par l'Institut de l'amour maternel, un ashram qui recueille les enfants de Bhopal dont les parents ont été exposés au gaz toxique lors de la catastrophe. Ces « Oubliés de l’Inde », car abandonnées par les propriétaires de l’ancienne usine et même par leur pays, seraient détenteurs de pouvoirs extraordinaires.
- Indra Sinha, Cette nuit-là, roman, Albin Michel.
- Dans Bleu toxic de Christophe Léon, un roman de 2010 (Le Seuil, coll. « Karactère(s) ») pour adolescents mettant en scène deux désastres technologiques et écologiques dont la première nouvelle concerne la maladie de Minamata, au Japon et la seconde la catastrophe de Bhopal.
- Jeffery Deaver, Carte blanche (cette catastrophe est évoquée au début du roman.)
- Amulya Malladi, Une bouffée d'air pur (le roman commence le jour de la catastrophe de Bhopal et continue vingt ans après. La catastrophe est au centre de l'intrigue.)

### Musique
- B. Dolan - RSVP (aka Lucifer) (extrait : Like December 3, 1984 40 tons of lethal gas leak from a factory in Bhopal Safety catches turned off by the company boss More than 20,000 dead and negligence was the cause and 100,000 more were injured and stillborn).
- Renaud - Morts les enfants (extrait : Morts les enfants de Bhopal/ D'industrie occidentale/ Partis dans les eaux du Gange/ Les avocats s'arrangent…).
- Revolting Cocks - Union Carbide, extrait de l'album Big Sexy Land (en).

### Filmographie
- Mahesh Mathai, Bhopal Express, 1999.
- Sylvie Joly, Bhopal, 2009.
- Andy Bichlbaum et Mike Bonanno, Les Yes Men refont le monde, 2009.
- Kavi Rumar, Bhopal: A Prayer for Rain, 2014.
- Shiv Rawail, The Railway Men : Les héros de Bhopal, 2023.

### Rapports et analyses
- Dominique Lapierre et Javier Moro, Il était minuit cinq à Bhopal, Paris, Robert Laffont, 2000, 442 p. (ISBN 2-266-12108-1)
- L'empire de la honte de Jean Ziegler
- (en) Alfred de Grazia, A Cloud over Bhopal : Causes, Consequences and Constructive Solutions, Metron Publications, 1985 (ISBN 0-318-37222-3, lire en ligne [html])
- La Grande triche de Jean-Claude Usunier et Gérard Verna
- Bhopal La pire catastrophe industrielle de tous les temps de Jacques Charbonnier chez Editions Préventique

### Documentaires télévisés
- Catastrophe de Bhopal, 6e épisode de la 4e saison de La Minute de vérité sur National Geographic Channel et sur Direct 8.
- Inde : Bhopal, 35 ans après, Arte Reportage, 2019.
- National Geographic, « Seconds from Disaster: Bhopal Nightmare », saison 4, épisode no 6, 10 octobre 2011.

### Articles de presse
- Patrice Claude, « Inde : la catastrophe de l'usine chimique de Bhopal. Comme une ville dévastée par la peste… Près de cinq cents morts », Le Monde,‎ 5 décembre 1984 (lire en ligne).
- Patrice Claude, « Plus de mille personnes tuées par le gaz empoisonné, des dizaines de milliers atteintes - La responsabilité des autorités locales et de la firme multinationale est mise en cause », Le Monde,‎ 6 décembre 1984 (lire en ligne).